# Koreana (Magazin)
Koreana ist eine südkoreanische Zeitschrift für koreanische Kultur und Kunst.
Das quartalsweise erscheinende Magazin wird von der südkoreanischen Korea Foundation in zehn Sprachen herausgegeben, darunter auch auf Deutsch. Ersterscheinung des Kulturmagazins war 1987. Heute wird das Magazin, das nach eigenen Angaben spezielle Beiträge zur koreanischen Kultur und Artikel über Lebensweise, Kulturerbe, Natur und Umwelt, literarische Werke und Persönlichkeiten publiziert, in rund 160 Ländern der Erde gelesen. Das Magazin wird nicht über den Zeitschriftenmarkt distributiert, sondern kann nur direkt über die Korea Foundation in Südkorea bestellt und erworben werden.
Über ein Online-Archiv können einzelne Beiträge der jeweiligen Ausgaben, beginnend mit der Ausgabe Herbst 1987, Online gelesen werden.